# Donal McKeown

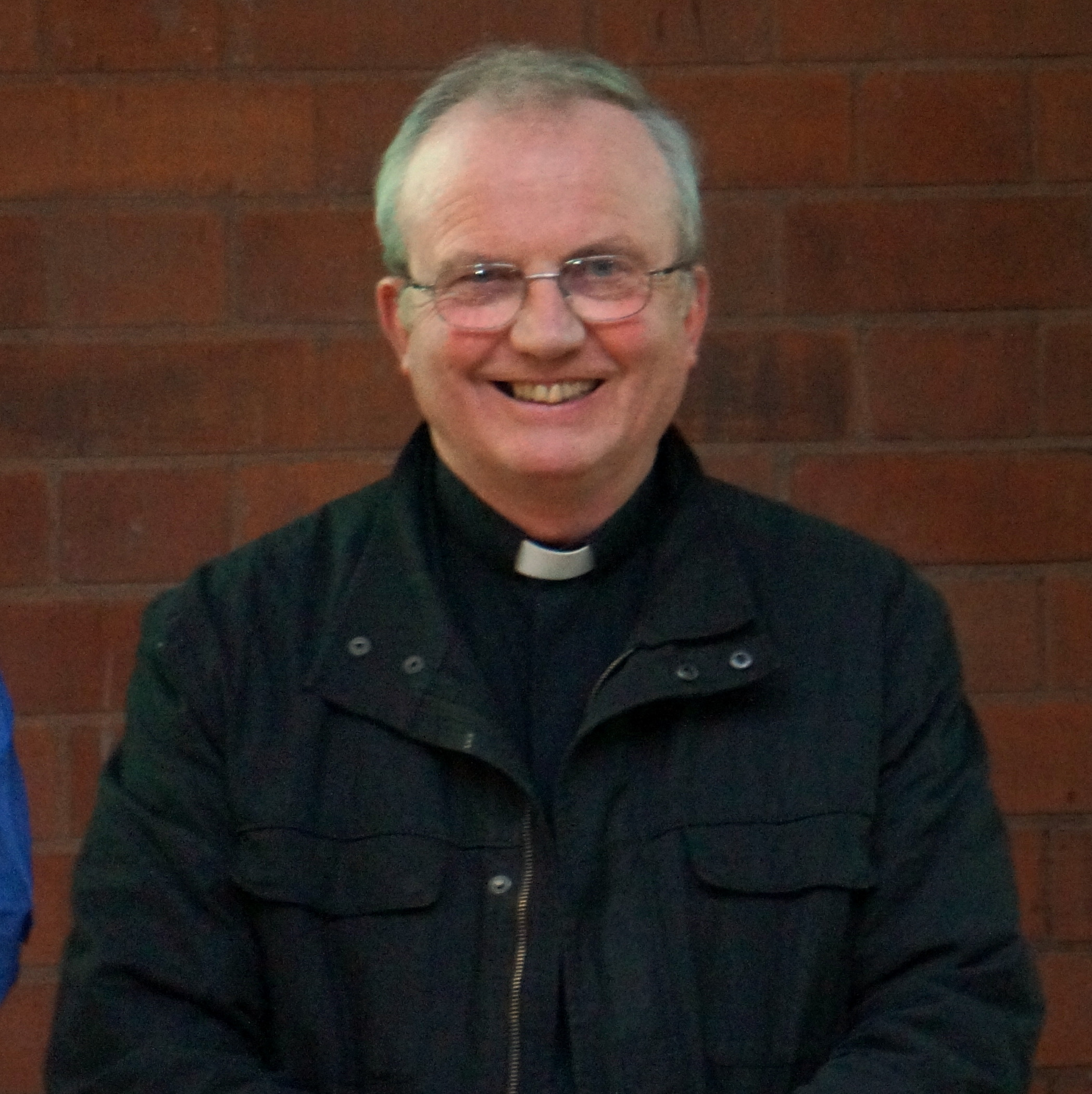
Donal McKeown

Wappen von Donal McKeown

Donal McKeown (* 12. April 1950 in Belfast) ist ein irischer Geistlicher und römisch-katholischer Bischof von Derry in Nordirland.

## Leben
Donal McKeown erwarb an der Queen’s University Belfast einen Abschluss in Literatur und modernen Sprachen. Anschließend studierte er ab 1973 in Rom an der Päpstlichen Universität Gregoriana, an der er 1978 das Lizenziat in Theologie erwarb. Am 3. Juli 1977 empfing er das Sakrament der Priesterweihe für das Bistum Down und Connor.
Nach der Priesterweihe war er für ein Jahr als Krankenhausseelsorger und anschließend als Lehrer an verschiedenen Oberschulen in Belfast als Lehrer tätig. Zuletzt war er ab 1987 Lehrer am St. Malachy's College, das er ab 1995 leitete.
Papst Johannes Paul II. ernannte ihn am 22. Februar 2001 zum Weihbischof in Down und Connor und Titularbischof von Cell Ausaille. Der Bischof von Down und Connor, Patrick Joseph Walsh, spendete ihm am 29. April desselben Jahres die Bischofsweihe; Mitkonsekratoren waren Anthony J. Farquhar, Weihbischof in Down und Connor, und Giuseppe Lazzarotto, Apostolischer Nuntius in Irland. Sein Wahlspruch lautet Veritas in Caritate.
Papst Franziskus ernannte ihn am 25. Februar 2014 zum Bischof von Derry. Die Amtseinführung fand am 6. April desselben Jahres statt.
In der Irischen Bischofskonferenz übernahm er Funktionen in den Bereichen Berufungspastoral und Ständiger Diakonat sowie in den Räten für die Priester und die pastorale Erneuerung. Seit dem 21. Januar 2023 ist er zusätzlich Apostolischer Administrator des Bistums Down und Connor.